# Turbante

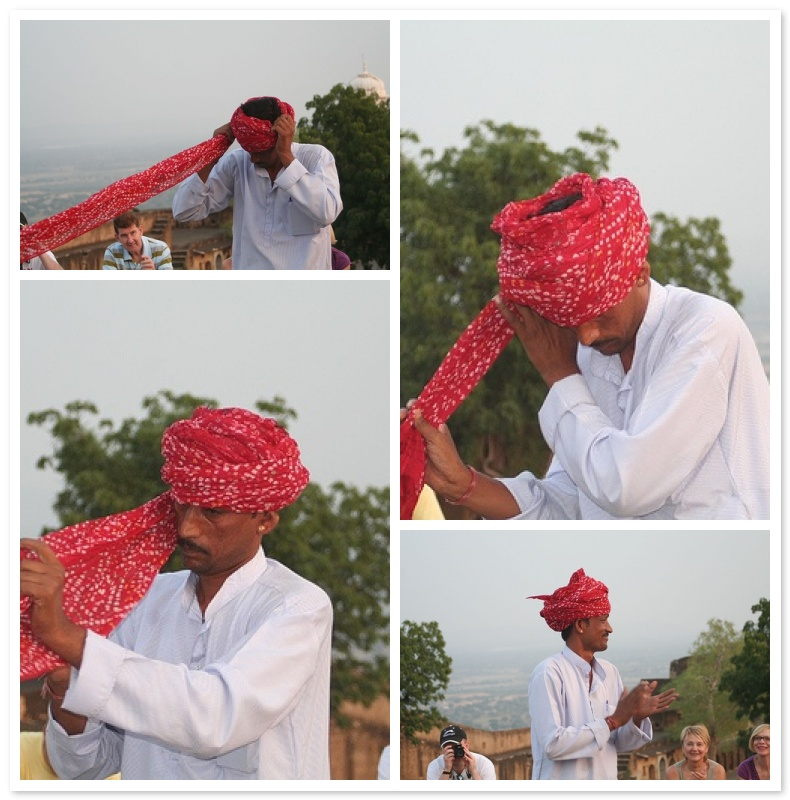
Sistemazione del turbante in Rajasthan

Il turbante (dal persiano دولبند (dūlband) o دلبند (dulband), passando per il turco tülbent) è un copricapo di origine orientale ottenuto avvolgendo attorno al capo una o più lunghe fasce di tessuto di seta, lana o cotone.

## Stili nazionali
A seconda del paese, può avere fattezza e nomi assai diversi. Nell'Hegiaz, ad esempio, è chiamato 'amāma (in arabo ﻋﻤﺎﻣـة‎?). Il tessuto di partenza utilizzato può raggiungere anche i cinque metri di lunghezza. Anche i modi di sistemarlo e fissarlo attorno al capo variano da regione a regione, soprattutto se si tiene conto delle aree geografiche in cui il turbante trova impiego, che vanno dal Marocco al Medio Oriente, dall'India al Sud-est asiatico.

## Storia
Le origini dei turbanti sono incerte. Alcune delle antiche civiltà come quelle dell'antica India, della Mesopotamia, dei Sumeri e dei Babilonesi evidentemente usavano i turbanti. Uno stile di turbante chiamato phakeolis continuò ad essere indossato in quella regione dai soldati dell'esercito bizantino nel periodo 400-600, così come dai civili bizantini come raffigurato negli affreschi greci del X secolo nella provincia della Cappadocia nell'odierna Turchia, dove era ancora indossato dai loro discendenti di lingua greca all'inizio del XX secolo. Il profeta islamico, Maometto, che visse dal 570 al 632, indossava un turbante. Lo stile del turbante che introdusse era un berretto con un panno legato attorno; questo copricapo è noto come imamah ed è stato emulato da re e studiosi musulmani nel corso della storia. I sacerdoti sciiti oggi indossano turbanti bianchi a meno che non siano discendenti del profeta Maometto o Sayyid, nel qual caso indossano un turbante nero. Molti uomini musulmani scelgono di indossare il verde, perché rappresenta il paradiso, soprattutto tra i seguaci del sufismo. In alcune parti del Nord Africa, dove il blu è comune, la sfumatura di un turbante può indicare la tribù di chi lo indossa.
I turbanti sono stati anche un tipo di copricapo indossato dalle donne nei paesi occidentali. L'uso di tali turbanti da parte delle donne nelle società occidentali è meno comune di quanto non fosse all'inizio del XX secolo. Di solito sono cuciti su una fondazione, in modo che possano essere indossati o rimossi facilmente. Talvolta i turbanti vengono anche indossati per proteggere i capelli o come copricapo per le donne che seguono trattamenti contro il cancro che causano la caduta dei capelli. Possono anche essere legati insieme per formare una corda in situazioni di soccorso di emergenza. Nella cultura popolare, i turbanti sono talvolta indossati anche come dichiarazione di moda. Ad esempio, il rapper americano Yeat indossa spesso turbanti mentre viene fotografato e filmato in pubblico. Ha anche una canzone intitolata "Turban".

## Nella religione

### Sikhismo
Il turbante Sikh, noto come dastar o dumalla, è usato per mostrare agli altri che rappresentano l'incarnazione degli insegnamenti sikh, l'amore del Guru e il dogma che afferma il principio di fare buone azioni. I Guru hanno assicurato che sia gli uomini che le donne possano indossare un turbante, che mostra un'azione di uguaglianza. Altri scopi del turbante includono la protezione dei lunghi capelli non tagliati dei sikh e la loro pulizia.
I sikh non si tagliano i capelli, come osservanza religiosa. Il turbante protegge i capelli e li mantiene puliti. Poiché i sikh costituiscono l'1,7% della popolazione indiana e l'1,5% della popolazione canadese, i loro turbanti aiutano a identificarli. Quando ha istituzionalizzato il turbante come parte dell'identità sikh, Guru Gobind Singh ha detto: "Il mio sikh sarà riconosciuto tra milioni".
I turbanti erano precedentemente associati alla classe superiore e molti uomini dell'élite culturale indossano ancora turbanti. Questa distinzione tra la classe alta che indossava il turbante (Sardar) e la gente comune promuoveva la segregazione e l'elitarismo. Per eliminare il sistema di classe associato ai turbanti, Guru Gobind Singh dichiarò ogni sikh un Sardar.
Gli uomini sikh moderni indossano principalmente quattro tipi di turbante: Wattan Wali Turban, Amritsar Shahi Turban, Barnala Shahi e Taksali Dumala. Gli stili di turbante più tradizionali sono il Darbara Singh Dummala, il Dastar Bunga (il turbante originale del Khalsa) e il Puratan Nok Pagg.
I colori più comuni dei turbanti indossati dai sikh sono il blu, il bianco e il nero, sebbene anche altri colori siano molto popolari. Il blu e il giallo sono particolarmente prestigiosi e tendono ad essere indossati in occasione di eventi religiosi come Vaisakhi. I significati dei turbanti sono che il turbante bianco significa una persona santa che conduce una vita esemplare, e un colore bianco fuori ombra significa che qualcuno sta imparando nella religione sikh. Il turbante blu indica una mente ampia come il cielo senza spazio per i pregiudizi. Il turbante nero ricorda il massacro di Jallianwala Baghnel 1919, e rappresenta l'umiltà. I Basanti o turbanti gialli sono associati al movimento rivoluzionario, anche il Sardar Bhagat Singh indossava un turbante giallo per questo motivo. Il blu reale è solitamente indossato da coloro che sono istruiti nella religione sikh e sono patriottici riguardo alle loro tradizioni e cultura. Il colore arancione-giallo è legato alla morte. Il colore oro simboleggia un senso di calma e guarigione che aiuta con l'ansia e schiarisce la mente il cui significato deriva dal tempio d'oro. Gli Akali Nihang Sikh (un ordine di guerrieri sikh armati originario del subcontinente indiano) decorano i loro turbanti blu o Dumalla indossando piccole armi conosciute come shastar. Il colore del turbante può riflettere l'associazione con un particolare gruppo di sikh, sebbene nessuno dei popolari colori del turbante sia esclusivo di un particolare gruppo. Il colore preferito del matrimonio sikh è il rosa. Tutte le sfumature di questo colore, dal magenta al rosa confetto, sono utilizzate dalle famiglie per l'occasione gioiosa. Alcuni preferiscono i turbanti rossi, bordeaux o arancioni per i matrimoni, ma il rosa è finora il più popolare. I colori del turbante sono generalmente una questione di scelta personale nel sikhismo, con molti uomini sikh che scelgono i colori in base alla moda o al gusto, a volte per abbinarsi ai vestiti. Ci sono tradizioni associate ad alcuni colori, ad esempio l'arancione e il nero sono spesso indossati durante le manifestazioni di protesta politica, mentre i turbanti rossi e rosa sono indossati ai matrimoni e ad altri eventi celebrativi.

### Cristianesimo
In Kenya, gli Akurinu, una denominazione cristiana, indossano turbanti come copricapo religioso. Il nome ufficiale della denominazione è The Kenya Foundation Of The Prophets Church o Holy Ghost Church. Sia gli uomini che le donne indossano turbanti bianchi; i bambini indossano tuniche. Alcune chiese ortodosse orientali come la Chiesa copta ortodossa e la Chiesa siro-ortodossa includono turbanti nei paramenti per il sacerdote.

### Islam
Nelle culture islamiche, alcuni uomini indossano un copricapo in stile turbante in emulazione di Maometto che si ritiene abbia indossato un turbante bianco o nero. I copricapo sono indossati in modi diversi e chiamati con nomi diversi a seconda della regione e della cultura. Gli esempi includono l'`emãmah (عمامة in arabo) e il dastar (دستار in persiano).
Nell'Islam sciita, una testa nera che avvolge un piccolo berretto bianco è indossata dai discendenti di Maometto chiamati Sayyid, e turbanti bianchi da altre persone e studiosi ben istruiti. I musulmani sufi spesso indossano un copricapo verde attorno a un berretto o il copricapo verde da solo. I membri del movimento Dawat-e-Islami indossano turbanti verdi, mentre i membri del sunnita Shakir Ali Noori (che si staccò da Dawat-e-Islami nel 1992) indossano turbanti bianchi.
In India e Pakistan lo zucchetto è chiamato topi. Le donne islamiche in genere non indossano turbanti, poiché è tipicamente considerato parte del vestito di un uomo, mentre le donne in genere si coprono i capelli come parte dell'hijab.
Tuttavia, proprio come alcune donne musulmane non indossano copricapo, alcune donne musulmane moderne indossano un copricapo in stile turbante. Sebbene non sia ancora così ampiamente accettato dalle comunità islamiche più conservatrici.

### Ebraismo
Quando il sommo sacerdote ebreo prestava servizio nel Tabernacolo e nel Tempio di Gerusalemme, indossava un copricapo chiamato mitznefet מִצְנֶפֶת. Questa parola è stata tradotta come mitra (KJV) o copricapo. Molto probabilmente era un turbante, poiché la parola deriva da una radice che significa "avvolgere".
Nella Bibbia ebraica, il turbante indossato dal Sommo Sacerdote era molto più grande dei copricapo dei sacerdoti e avvolto per formare una forma ampia e piatta che ricordava il bocciolo di un fiore. Il copricapo dei sacerdoti era diverso, essendo avvolto a formare un cono, chiamato migbahat.
La corona sacerdotale (ebraico tzitz צִיץ "fiore") era fissata al turbante per mezzo di due serie di cordoni azzurri: uno che passava sopra la testa e l'altro intorno ai lati della testa all'altezza del le orecchie (Esodo 39:31).
Secondo il Talmud, indossare il turbante espiava il peccato di superbia da parte dei Figli di Israele (B. Zevachim 88b).
Gli ebrei che vissero sotto il dominio arabo durante il Medioevo, in particolare nella Spagna islamica, indossavano turbanti e copricapi non troppo diversi dai loro omologhi musulmani.
Alcune donne ebree sposate indossano mitpaḥats come atto di modestia.

### Mandeismo
I sacerdoti mandei indossano turbanti bianchi chiamati burzinqa.

### Induismo
Nell'induismo, molti Rajput lo indossano per cultura. È una pratica culturale guidata dai rigidi mesi estivi in India, specialmente nello stato del Rajasthan. È anche indossato dai Gujjar del Rajasthan. Oltre al turbante; ci sono molti altri copricapi e anche diversi tipi di turbanti usati in diverse parti dell'India e le persone li indossano soprattutto quando escono nei villaggi.

### Rastafari
I membri del gruppo religioso Bobo Ashanti all'interno del movimento Rastafari mantengono i capelli raccolti, la barba e indossano turbanti sopra i loro dreadlocks, che non devono essere rimossi pubblicamente o addirittura non rimossi per niente, in modo da proteggere e tenere puliti i loro dreadlocks. Insieme al turbante, indossano anche abiti sin dalla loro fondazione negli anni '50, Poiché sono una popolazione relativamente piccola, li rende più distintivi nell'aspetto in Giamaica e altrove.

## Curiosità
Il turbante è molto popolare nella città di Crispano (città metropolitana di Napoli), indossato spesso durante l'alzata del "giglio crispanese", durante la Festa dei Gigli, per raccogliere il sudore degli "alzatori".